# Ангарія
Ангарія — право воюючої сторони на реквізицію на своїй території або на території, що опинилася під її контролем, засобів транспорту нейтральних держав у разі крайньої необхідості і за умови повної компенсації.

Однією з підстав для реквізиції була необхідність терміново доставити послання. В середні віки ангаріями іменувалися всілякі дорожні і гужові повинності, як в інтересах держави, так і на користь приватних осіб.